# سیارک ۱۴۰۷

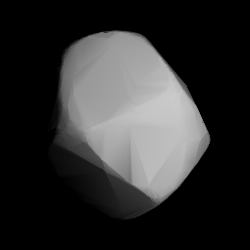
مدل سه‌بُعدی سیارک ۱۴۰۷ بر طبق منحنی نور آن

سیارک ۱۴۰۷ (به انگلیسی: 1407 Lindelof، نامگذاری:1936WC) هزار و چهارصد و هفتمین سیارک کشف شده‌است که در ۲۱ نوامبر ۱۹۳۶ کشف شد.
قدر مطلق سیارک برابر ۱۰٫۶۰ است.